# Ramularia gei
Ramularia gei är en svampart som först beskrevs av A.G. Eliasson, och fick sitt nu gällande namn av Lindr. 1904. Ramularia gei ingår i släktet Ramularia och familjen Mycosphaerellaceae.   Inga underarter finns listade i Catalogue of Life.